# Decorsea dinteri
Decorsea dinteri là một loài rau đậu thuộc họ Fabaceae.
Loài này chỉ có ở Namibia.
Môi trường sống tự nhiên của chúng là đầm nước ngọt.